# Ред Бојлинг Спрингс (Тенеси)
Ред Бојлинг Спрингс (енгл. Red Boiling Springs) град је у америчкој савезној држави Тенеси.

## Демографија
По попису из 2010. године број становника је 1.112, што је 89 (8,7%) становника више него 2000. године.
| Група             | 2000.       | 2010.         |
| Белци             | 996 (97,4%) | 1.025 (92,2%) |
| Афроамериканци    | 0 (0,0%)    | 7 (0,6%)      |
| Азијати           | 1 (0,1%)    | 0 (0,0%)      |
| Хиспаноамериканци | 13 (1,3%)   | 73 (6,6%)     |
| Укупно            | 1.023       | 1.112         |